# Łeonid Masunow
Łeonid Iwanowycz Masunow (ukr. Леонід Іванович Масунов, ur. 5 maja 1962 w Omsku) – ukraiński lekkoatleta, średniodystansowiec, medalista halowych mistrzostw Europy. Podczas swojej kariery reprezentował Związek Radziecki.

## Kariera sportowa
Nie wziął udziału w igrzyskach olimpijskich w 1984 w Los Angeles z powodu ich bojkotu przez ZSRR. Wystąpił w zawodach Przyjaźń-84, zorganizowanych w Moskwie dla lekkoatletów z państw bojkotujących igrzyska olimpijskie, gdfzie zajął 4. miejsce w biegu na 800 metrów.
Zdobył brązowy medal w biegu na 800 metrów na halowych mistrzostwach Europy w 1985 w Pireusie, przegrywając jedynie z Robem Harrisonem z Wielkiej Brytanii i Petru Drăgoescu z Rumunii. Wystąpił również w biegu na 1500 metrów, lecz nie ukończył biegu eliminacyjnego. Odpadł w półfinale biegu na 1500 metrów na mistrzostwach świata w 1987 w Rzymie.
Był mistrzem ZSRR w biegu na 1500 metrów w 1987.
24 czerwca 1984 w Kijowie ustanowił rekord Ukrainy w biegu na 800 metrów czasem 1:45,08.
Pozostałe rekordy życiowe Masunowa:
- bieg na 1500 metrów – 3:38,11  (26 maja 1984, Soczi)
- bieg na 800 metrów (hala) – 1:47,52 (2 marca 1985, Pireus)